# Українці Саха-Якутії
Українці Саха-Якутії — особи української національності, що проживають тимчасово або постійно на території Республіки Саха (Російська Федерація). За даними перепису населення 2010 року, чисельність українців становить 20 341 особу. Для збереження культурних традицій створено відповідне товариство.

## Історія
За часів Російської імперії українці практично не переселялися до Якутії, що входила до Східно-Сибірського, потім Іркутського генерал-губернаторств. До 1917 року до якутських земель спрямовували переважно українських ув'язнених. Певну категорію становили українські службовці, що тимчасово за наказом перебували в Якутську наїздами, приїздивши в центр генерал-губернаторства в Іркутську. Серед очільників Якутської області відомі українці: Аполлон Лохвіцький, Володмир Коленко. Відомо, що 1911 року в Якутську було проведено політичними засланцями вечір з нагоди 50-річчя з дня смерті українського поета Тараса Шевченка. Втім, демографічна ситуація не змінилася й після повалення царату, перевороту 1917 року та громадської війни в Росії. На 1926 рік в Якутії зафіксовано лише 138 українців.
Ситуація змінилася з початком колективізації та наростанням репресій у Радянському Союзі. Особливо багато українців стали вивозити до Якутії у 1930-х роках. Переважно це були ув'язнені, деяку частину становили вчителі, службовці. В результаті у 1939 році українців уже було 4229 осіб. Подібна ситуація зберігалася протягом 1940-1950-х років. Значний відсоток становили засланні у північні райони Якутії, зокрема на Колиму. На 1959 рік за результатами переписів у Якутії проживало 12 182 українців.
У 1960-х роках у зв'язку з промисловим розвитком у Якутії, зокрема відкриттям численних вугільних та алмазних копалень, створення нових потужних виробництв, до Якутії стали в масовому порядку запрошувати фахівців виробничих спеціальностей, за якими їхали медики, викладачі, культурні діячі тощо. Особливого розвитку ця тенденція набула у 1970-х роках й тривала до середини 1980-х років. Тому вже у 1970 році українців у Якутії мешкало за переписом 20 253 осіб, у 1979 році — 46 326, а у 1989 році — 77 114.
З розпадом Радянського Союзу, постанням незалежної України, погіршенням економічної ситуації в Росії, Якутії зокрема, у 1990-х роках розпочався процес переїзду українців до південного Сибіру та європейської частини Російської Федерації. Деяка частка виїхала до США і Канади, а також України. Зменшення населення відбилося в результатах перепису, за яким в 2002 році проживало вже 34 633 українці.
З 2000 року посилилася загальноросійська тенденція на русифікацію та зросійщення всіх слов'янських націй, що проживали на території країни, особливо це торкнулося українців. Тому дедалі більш загрозливою стає тенденція, коли українці за походженням не відчувають себе такими. Звідси дальше зменшення кількості українців у Якутії, що довів перепис 2010 року. Більшість мешкає у місті Якутську, а також у містах Мирний, Нерюнгрі, Алдан, смт Хандига. В Якутії українці — це переважно міське населення.

## Організації
Українська громада основні зусилля спрямовує на збереження культурних традицій та звичаїв української нації. При цьому замість традиційних об'єднань чи товариств створила Українське громадсько-культурне земляцтво ім. Тараса Шевченка «Криниця», яке зареєстровано Якутською міською радою народних депутатів 25 липня 1990 року, а через місяць, 24 серпня у м. Києві в Головній раді Товариства української мови імені Тараса Шевченка, як його первинна організація. Голова Товариства Дмитро Павличко та заслужений письменник України і відповідальний секретар Юрій Огульчанський підписали відповідне свідоцтво. Земляцтво очолила Людмила Дяченко, яка керувала ним протягом майже 20 років. Земляцтво активно співпрацює з Міжнародним благодійним фондом імені Ярослава Мудрого.
Земляцтво є організатором проведення Днів української культури, «Шевченківського березня», «Свята вишиванки», просвітницьких заходів з популяризації української мови та культури серед дітей та молоді й дорослого населення Якутії. В школах № 26 та 33 міста Якутська діють факультативи українознавства. Діти можуть ознайомитись з українською історією, літературою, фольклором, проводять разом з педагогами цікаві заходи з нагоди українських свят.
Створено творчі колективи українськими громадами Алдан і Хандига. Разом з іншими українськими колективами Якутії вони брали участь у святкуванні 200-ліття з дня народження Тараса Шевченка у 2014 році.

### Голови земляцтва
- Людмила Дяченко (1991—2012 роки)
- Тетяна Дяченко (з 2012 року)